# Fazlollâh Nuri
 (septembre 2017).
Sheikh Fazlollah Noori Amoli (Persan: شیخ فضل‌الله نوری), né en 1843 dans le Mazandéran, et mort le 31 juillet 1909 à Téhéran, est un ayatollah chiite iranien. Durant la fin du XIXe siècle et le début du XXe siècle, il combat la révolution constitutionnelle persane, raison pour laquelle il est exécuté. Il est aujourd'hui considéré comme un martyr musulman par les conservateurs islamiques iraniens, de par son combat.

## Biographie
Paradoxalement, Nuri ne fut pas, à l'origine, un opposant vigoureux à la révolution constitutionnelle, qui visa à refouler l'influence étrangère sur le pays, limiter le pouvoir du chah et établir une assemblée nationale (pour permettre au peuple de prendre part aux affaires courantes). Le mouvement était principalement instigué par des marchands, intellectuels et quelques ecclésiastiques. Nuri apporte dans un premier temps un soutien mesuré au soulèvement, puis il devient rapidement un grand critique et ennemi des constitutionnalistes. Il rédige des pamphlets et encourage les manifestations contre les constitutionnalistes, arguant que ces derniers amènent le vice en Iran. Il émet une fatwa en nommant les membres du nouveau Parlement et du gouvernement « apostats », « athées », « Babis secrets »  et « koffar al-harbi (païens belliqueux) dont le sang devra être répandu par les fidèles »,.
Il écrit à cette époque des phrases qui anticipent de façon étonnante l'avenir de l'Iran : c'est-à-dire la contradiction entre le principe républicain et le principe islamique, c'est-à-dire la "république islamique" comme oxymore : « Il n'est pas possible qu'un pays islamique soit soumis à un régime constitutionnel, sinon en éliminant l'islam. Donc si un musulman fait une tentative pour nous imposer à nous, musulmans, une Constitution, ce sera un effet de destruction de la religion et cet homme, quel que soit son degré d'instruction ou sa condition sociale, est un renégat qui mérite le châtiment prévu pour l'apostasie, (c'est-à-dire la mort) » (Yann Richard, L'Iran–Naissance d'une république islamique, éditions de la Martinière, 2006, p. 111).
Nuri se range lui-même aux côtés du nouveau chah, Mohammad Ali Shah qui, avec le soutien des troupes russes, entreprend un putsch contre le Majlis (Parlement) en 1907. Cependant, en 1909, les constitutionnalistes  marchent sur Téhéran. Noori est arrêté, jugé et déclaré coupable de « semer la corruption et la sédition sur le Terre ». Il est pendu le 31 juillet 1909 en tant que traître.
Depuis lors, et encore plus après la révolution islamique de 1979, Nuri a été honoré par les factions et personnes les plus conservatrices du clergé chiite en Iran, notamment Rouhollah Khomeini, leader politique et spirituel de la révolution, et plus largement les chefs actuels de la République islamique iranienne. Il est célébré comme « la rose du clergé iranien », décrit comme « martyrisé pour sa défense de l'islam contre la démocratie et le gouvernement représentatif. ». Il est de nos jours honoré dans la capitale iranienne par des panneaux d'affichage à son effigie et la route Sheikh Fazlollah Nuri.
Nuri est en outre considéré comme le seul ayatollah exécuté de l'histoire moderne iranienne.
Nuri a aussi eu une influence sur le cinéma iranien. Lorsque les premiers films arrivent en Iran, il décrète en effet une fatwa en décrivant le visionnement de films comme un impardonnable pêché. Très peu des Iraniens pieux osent ensuite aller au cinéma.

## Famille
Il est le grand-père de Zahra Khanlari, autrice, traductrice et universitaire iranienne.